# Cephalophyllum herrei
Cephalophyllum herrei är en isörtsväxtart som beskrevs av L. Bol. Cephalophyllum herrei ingår i släktet Cephalophyllum och familjen isörtsväxter. Inga underarter finns listade i Catalogue of Life.